# Chantel Malone
Chantel Ellen Malone (Porto Rico, 2 dicembre 1991) è una lunghista e velocista anglo-verginiana, prima atleta a vincere a qualsiasi livello una medaglia d'oro ai Giochi panamericani, con la sua vittoria nel 2019.

## Palmarès
| Anno | Manifestazione          | Sede          | Evento            | Risultato  | Prestazione | Note                                     |
| ---- | ----------------------- | ------------- | ----------------- | ---------- | ----------- | ---------------------------------------- |
| 2006 | Campionati CAC U20      | Port of Spain | Salto in lungo    | Argento    | 5,34 m      |                                          |
| 2007 | Mondiali U18            | Ostrava       | Salto triplo      | 15ª (q)    | 12,02 m     |                                          |
| 2007 | Mondiali U18            | Ostrava       | Staffetta svedese | Batteria   | 2'14"88     |                                          |
| 2008 | Mondiali U20            | Bydgoszcz     | 400 m piani       | Semifinale | 54"98       |                                          |
| 2009 | Campionati CAC          | L'Avana       | Salto in lungo    | 10ª        | 5,85 m      |                                          |
| 2009 | Campionati CAC          | L'Avana       | 4×400 m           | 5ª         | 3'37"62     |                                          |
| 2010 | Campionati CAC U20      | Santo Domingo | 400 m piani       | Oro        | 53"10       |                                          |
| 2010 | Campionati CAC U20      | Santo Domingo | Salto in lungo    | Argento    | 6,10 m      |                                          |
| 2010 | Campionati CAC U20      | Santo Domingo | 4×400 m           | dnf        | dnf         |                                          |
| 2010 | Mondiali U20            | Moncton       | 400 m piani       | 8ª         | 53"91       |                                          |
| 2010 | Mondiali U20            | Moncton       | Salto in lungo    | 4ª         | 6,17 m      |                                          |
| 2011 | Campionati CAC          | Mayagüez      | Salto in lungo    | 4ª         | 6,23 m      |                                          |
| 2011 | Mondiali                | Taegu         | Salto in lungo    | 30ª (q)    | 6,12 m      |                                          |
| 2013 | Campionati CAC          | Morelia       | Salto in lungo    | 4ª         | 6,35 m      |                                          |
| 2013 | Campionati CAC          | Morelia       | 4×100 m           | Finale     | dnf         |                                          |
| 2013 | Mondiali                | Mosca         | Salto in lungo    | 21ª (q)    | 6,40 m      |                                          |
| 2014 | World Relays            | Nassau        | 4×100 m           | 15ª        | 45"06       |                                          |
| 2014 | Giochi del Commonwealth | Glasgow       | Salto in lungo    | 4ª         | 6,41 m      |                                          |
| 2014 | Giochi CAC              | Veracruz      | Salto in lungo    | Oro        | 6,46 m      |                                          |
| 2015 | Giochi panamericani     | Toronto       | Salto in lungo    | 5ª         | 6,62 m      | Miglior prestazione personale stagionale |
| 2015 | Campionati NACAC        | San José      | Salto in lungo    | Argento    | 6,69 m      |                                          |
| 2015 | Mondiali                | Pechino       | Salto in lungo    | 21ª (q)    | 6,46 m      |                                          |
| 2017 | Mondiali                | Londra        | Salto in lungo    | 7ª         | 6,57 m      |                                          |
| 2018 | Giochi del Commonwealth | Gold Coast    | Salto in lungo    | 5ª         | 6,48 m      |                                          |
| 2018 | Giochi CAC              | Barranquilla  | Salto in lungo    | Argento    | 6,52 m      | Miglior prestazione personale stagionale |
| 2018 | Campionati NACAC        | Toronto       | Salto in lungo    | 5ª         | 6,19 m      |                                          |
| 2019 | Giochi panamericani     | Lima          | Salto in lungo    | Oro        | 6,68 m      |                                          |
| 2019 | Mondiali                | Doha          | Salto in lungo    | 22ª (q)    | 6,45 m      |                                          |
| 2021 | Giochi olimpici         | Tokyo         | Salto in lungo    | 12ª        | 6,50 m      |                                          |